# M. Witmark & Sons
La M. Witmark & Sons è stata una casa editrice musicale statunitense, tra i principali editori di Tin Pan Alley

## Storia della M. Witmark & Sonss
L'azienda venne fondata con la denominazione Marcus Witmark & Sons a New York City nel 1886. Il padre, Marcus Witmark, era il capo legale dell'azienda, ma fin dall'inizio è stata gestita dai suoi figli Isidore, Julius e Jay, che erano minorenni al momento della fondazione (età compresa tra i 17 ei 14 anni). Nel giro di pochi anni il gruppo pubblicò le opere di compositori come Victor Herbert, George M. Cohan, Ben Harney, Pauline B. Story e John Walter Bratton.
Witmark ha dato origine alla pratica di dare "copie professionali" gratuite della loro nuova musica a cantanti e gruppi famosi e affermati, che si è rivelato un metodo pubblicitario di così grande successo che è stato copiato dal resto degli editori musicali.
Quando la legge internazionale sul copyright fu approvata nel 1891, Witmark aprì la strada alla pubblicazione di versioni di musica britannica negli Stati Uniti e organizzò la pubblicazione di successi americani nel Regno Unito.
Nel 1929 la Witmark fu acquistata dalla Warner Bros., che unì le sue case editrici musicali (che includevano oltre alla Witmark, la Remick e la Harms) in un'unica società, la Warner Bros. Music (ora Warner Chappell Music).
La Witmark è nota anche per essere stata la casa editrice di Bob Dylan: l'album The Bootleg Series Vol. 9 - The Witmark Demos: 1962-1964 fa proprio riferimento alla casa editrice, per cui i provini furono registrati.